# Išorai
Išorai är en ort i Litauen. Den ligger i den centrala delen av landet, 80 km väster om huvudstaden Vilnius. Išorai ligger 51 meter över havet och antalet invånare är 437.
Terrängen runt Išorai är platt. Runt Išorai är det ganska glesbefolkat, med 48 invånare per kvadratkilometer. Närmaste större samhälle är Kaunas, 17,7 km sydväst om Išorai. I omgivningarna runt Išorai växer i huvudsak blandskog.